# Boophis ulftunni
Boophis ulftunni es una especie de anfibio anuro de la familia Mantellidae.

## Distribución geográfica
Esta especie es endémica de Madagascar. De reciente descubrimiento, es conocido solo en la península de Masoala y sus alrededores.

## Descripción
Las 4 muestras masculinas observadas en la descripción original miden entre 21,9 mm y 24,2 mm en longitud estándar y las 2 muestras femeninas observadas en la descripción original miden entre 32,0 mm y 37,1 mm.

## Etimología
Su nombre de especie, ulftunni, le fue dado en referencia al Dr. Ulf Walter Tunnau, en reconocimiento a su contribución a través del proyecto Biopat.

## Publicación original
- Wollenberg, Andreone, Glaw & Vences, 2008 : Pretty in pink: a new treefrog species of the genus Boophis from north-eastern Madagascar. Zootaxa, n.º 1684, p. 58-68[6]